# Vu (revista)
La revista Vu fue un semanario francés de información creado y dirigido por Lucien Vogel que se estuvo editando entre el 21 de marzo de 1928 y el 29 de mayo de 1940.
Surgió con un diseño revolucionario para un periódico y además empleó el huecograbado por lo que pudo disponer de impresiones de alta calidad y responder a la demanda de fotografías de los lectores. Además Vogel era conocedor de la estética de los movimientos artísticos de su tiempo ya que había sido comisario del pabellón soviético en la Exposición Internacional de Artes Decorativas de 1926 en París, siendo simpatizante del constructivismo por lo que dio a la revista una línea gráfica moderna con formato grande de 28 x 37 cm. y con un logotipo creado por Cassandre y como director artístico tuvo a Alexander Liberman. 
La revista realizaba monográficos de actualidad con gran cantidad de fotografías. Entre los fotógrafos que participaron se encuentran André Kertész, Brassaï, Germaine Krull, Robert Capa, Gerda Taro y Marcel Ichac.

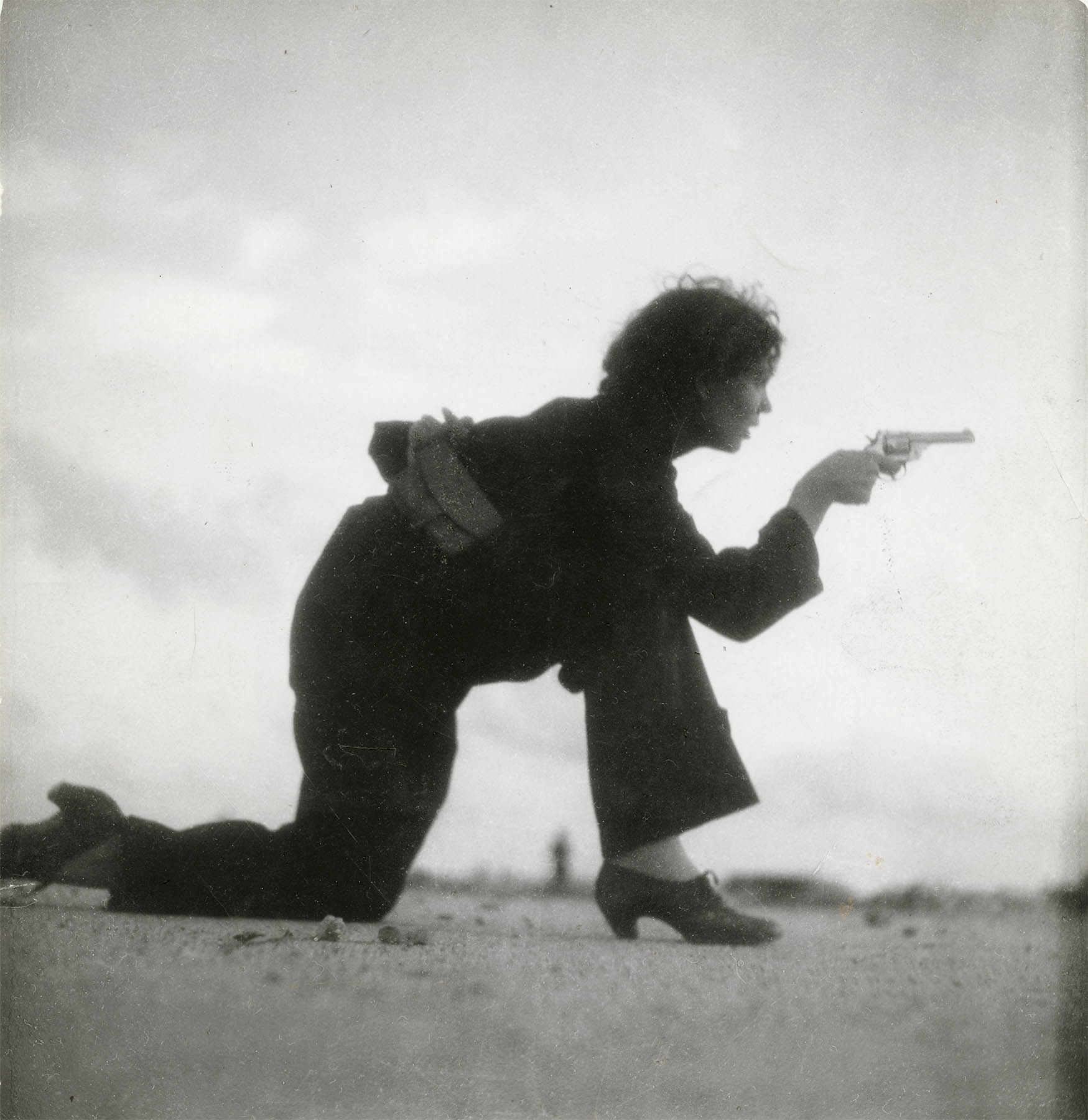
Soldada republicana en Barcelona (1936) de Gerda Taro, foto publicada por primera vez en la revista Vu.

En el campo ideológico era contraria al nazismo de Hitler por lo que fue la primera revista francesa en hablar y mostrar los campos de concentración de Dachau y Oranienburg en su edición del 3 de mayo de 1933, las fotografías fueron tomadas por María Claude Vogel, hija de Lucien Vogel y futura esposa de Paul Vaillant-Couturier, escritor y redactor jefe de L'Humanité que posteriormente fue deportado a Auschwitz y pudo dar su testimonio en los juicios de Núremberg. 
En vísperas de la Segunda Guerra Mundial Lucien Vogel fue despedido como consecuencia de que los accionistas no estaban de acuerdo acerca de la dirección del periódico y especialmente por el apoyo mostrado a la causa republicana española. Tras su despido la revista no consiguió mantenerse mucho tiempo.
La revista Vu hizo escuela y diversas revistas siguieron su modelo, entre ellas se pueden señalar: Regards, Le Miroir du monde, Photomonde, Voici, Voilà, Paris-Écran, La Vie illustrée, Les Illustrés de France y luego Match y Life.